# Trent Johnson
Trent Aubrey Johnson (Berkeley, 12 settembre 1956) è un ex cestista, allenatore di pallacanestro e dirigente sportivo statunitense.